# Craco
Craco község (comune) Olaszország Basilicata régiójában Matera megyében.

## Fekvése
Egy 390 méter magas domb tetején fekszik, a Cavone folyó völgyében.

## Története
Az ókori Graculum  helyén épült fel a 11-12 század során. 1963-ban a történelmi belváros lakosságát evakuálták egy földcsuszamlás miatt. Egy 1980-as földrengés után pedig végleg kihalt. Azóta az óváros szellemvárosként ismert.
Az elköltözött, ill. kiköltöztetett lakosok számára egy új települést alapítottak Craco Peschiera néven.   
Itt forgatták Mel Gibson A passió című filmjének egyes jeleneteit.

## Népessége
A népesség számának alakulása:

## Főbb látnivalói
A település fő látnivalója a lakatlan történelmi óváros (úgynevezett szellemváros). A terület csak előre foglalt időpontban látogatható, kizárólag idegenvezetővel.

## Galéria

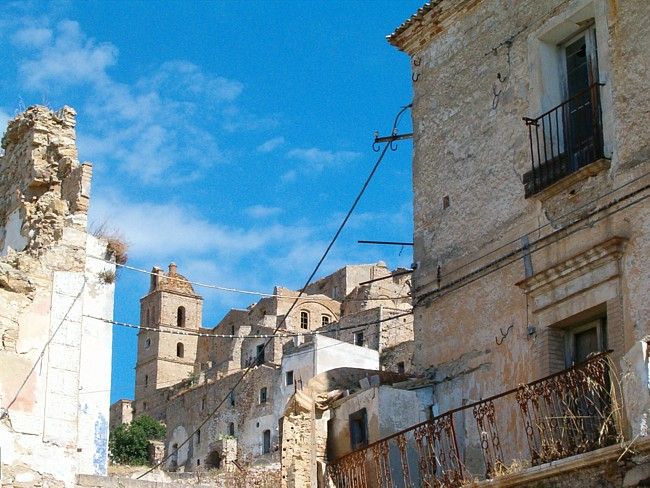
Craco romjai
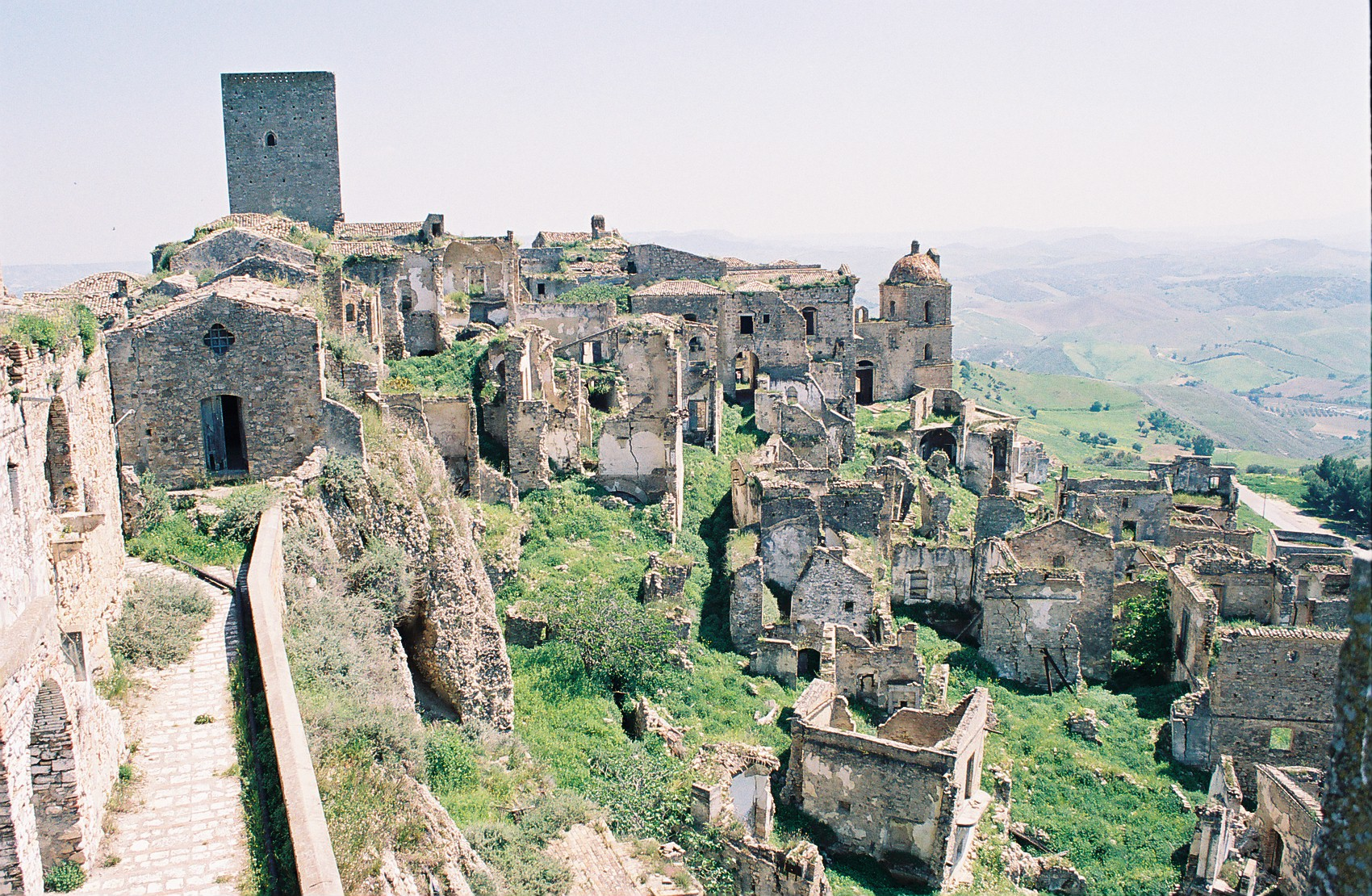
Craco fentről
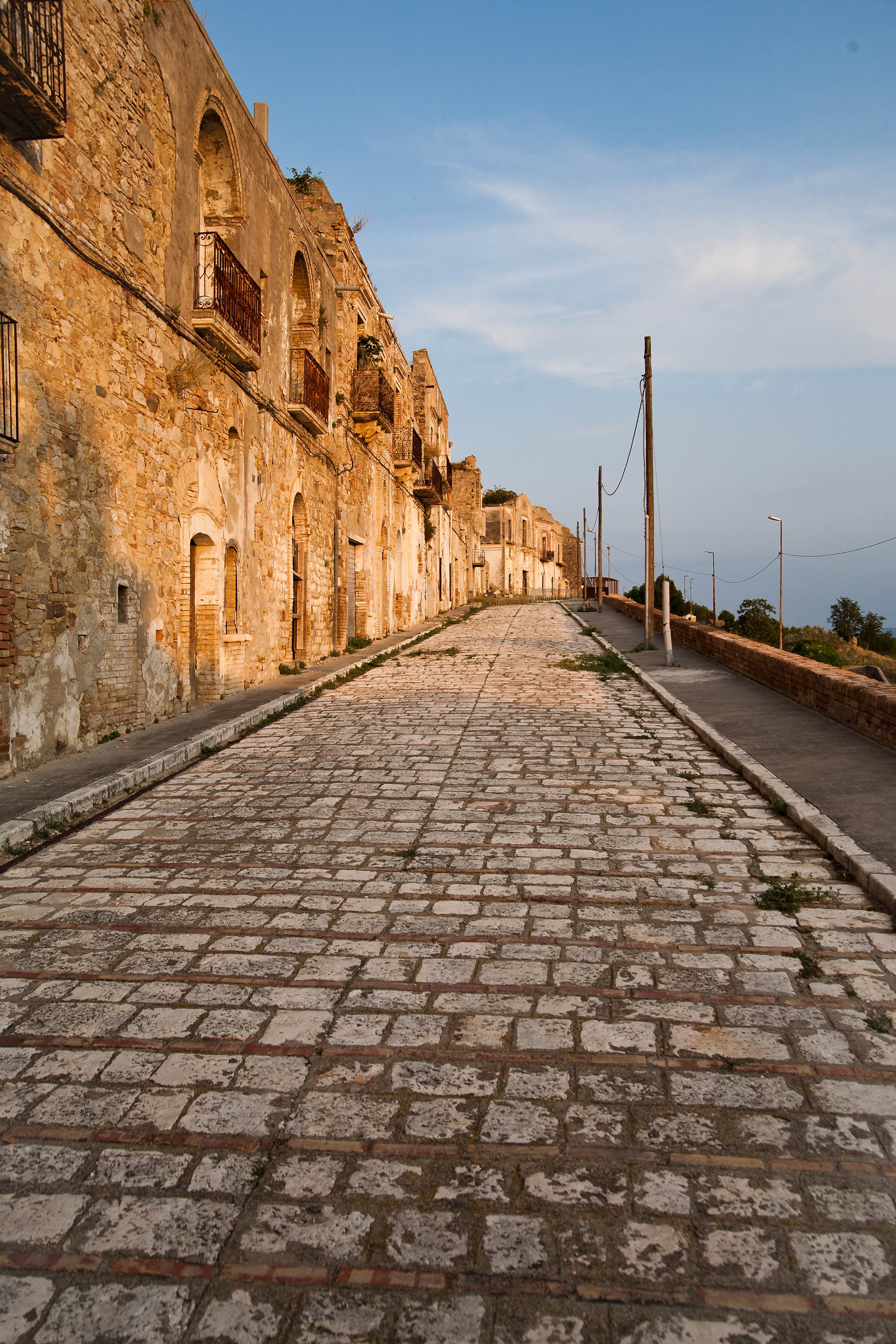
Craco egy utcája
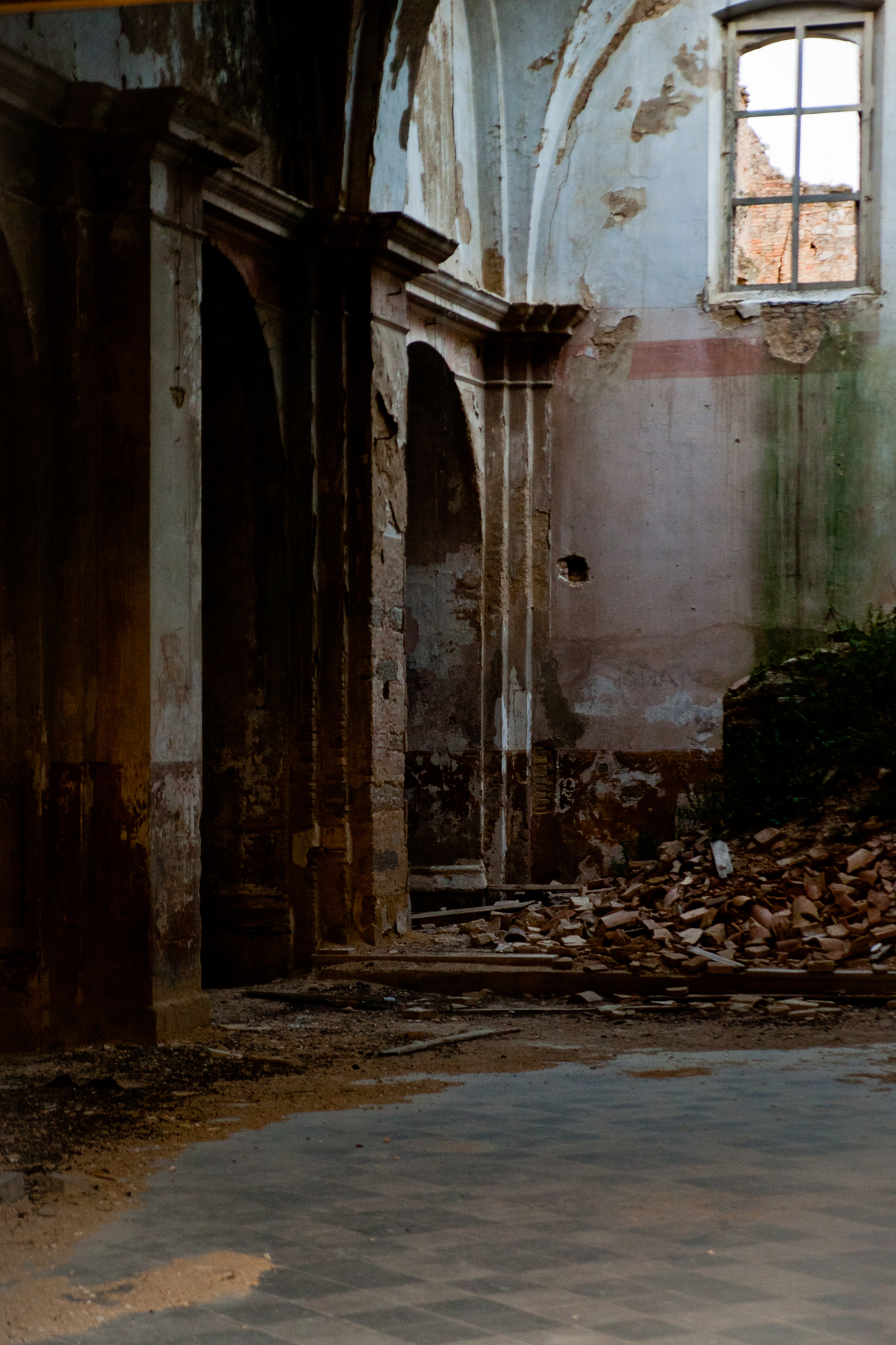
Egy elhagyott épület belseje